# Souveraineté sur les îles Malouines
La souveraineté sur les îles Malouines (en anglais : Falkland Islands et en espagnol : Islas Malvinas) est contestée entre l'Argentine et le Royaume-Uni.
La revendication britannique de souveraineté date de 1690[réf. nécessaire], et le Royaume-Uni a exercé une souveraineté de facto sur l'archipel presque sans interruption depuis 1833, l'Argentine a longtemps contesté cette affirmation, ayant eu le contrôle des îles entre 1820 et 1833. En 1982, le différend dégénéra, lorsque l'Argentine envahit les îles, déclenchant la guerre des Malouines.
Les insulaires contemporains préfèrent massivement rester britanniques. Ils acquirent la citoyenneté britannique à part entière avec la loi sur nationalité britannique (îles Malouines) de 1983, après la victoire des Britanniques dans la guerre des Malouines.

## Historique du différend

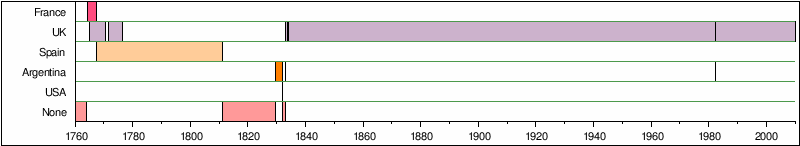
Contrôle de facto des îles Malouines

| Février 1764 – 1er avril 1767     | Royaume de France                           |  |                               |                         |
| 1er avril 1767 – 7 février 1811   | Royaume d'Espagne                           |  |                               |                         |
| 7 février 1811 – 1er février 1824 | Aucune (gouvernementalement)                |  |                               |                         |
| 2 février 1820 – août 1831        | Provinces-Unies du Río de la Plata          |  | Décembre 1831– 3 janvier 1833 | Confédération argentine |
| 3 janvier 1833 – 26 août 1833     | Royaume-Uni de Grande-Bretagne et d'Irlande |  |                               |                         |
| 26 août 1833 – 9 janvier 1834     | Confédération argentine                     |  |                               |                         |
| 9 janvier 1834 – 2 avril 1982     | Royaume-Uni de Grande-Bretagne et d'Irlande |  |                               |                         |
| 2 avril 1982 – 14 juin 1982       | Argentine                                   |  |                               |                         |
| 14 juin 1982 – maintenant         | Royaume-Uni                                 |  |                               |                         |

### Colonie française

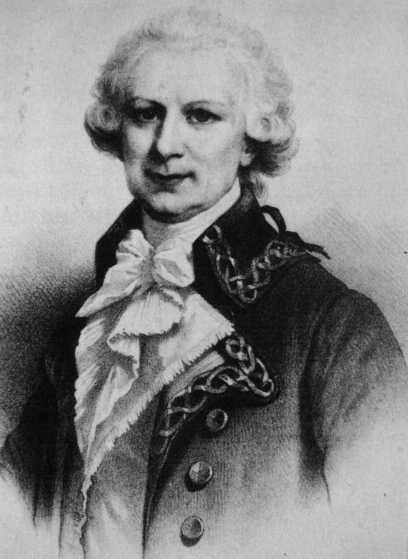
Louis Antoine de Bougainville, noble français

La France est le premier pays à établir un contrôle de facto sur les îles Falkland, avec la fondation de Port Saint Louis sur la Malouine orientale par l'aristocrate français, Louis Antoine de Bougainville, en 1764. La colonie française se composait d'un petit fort et quelques habitations avec une population d'environ 250 personnes. Les îles furent nommées d'après le port breton de Saint-Malo, qui reste le nom français pour ces îles. En 1766, la France décida de céder ces îles à l’Espagne, qui remboursa de Bougainville et la Société de Saint-Malo pour le coût d’installation de la colonie,. La France insista pour que l'Espagne maintienne la colonie à Port-Louis et empêchât ainsi la Grande-Bretagne de réclamer la possession de ces îles, demande à laquelle l'Espagne accéda.

### Colonie espagnole
En 1493, le pape Alexandre VI publia une bulle papale, Inter caetera, divisant le Nouveau Monde entre l'Espagne et le Portugal. L'année suivante, le traité de Tordesillas entre ces pays statuait que la ligne de démarcation entre les deux pays devait être à 370 lieues à l'ouest des îles du Cap-Vert. Les Malouines se trouvent du côté ouest (espagnol) de cette ligne.
L’Espagne réclama la souveraineté sur les îles Malouines en vertu des dispositions du traité d'Utrecht de 1713 qui avait réglé les limites de l'empire espagnol dans les Amériques. L'article 8 du traité garantissait les domaines de l'Espagne en Amérique tels qu'ils étaient à l'époque du Roi catholique Charles II avant la guerre de succession d'Espagne et l'article 14 interdisait à la Grande-Bretagne de naviguer dans les mers du Sud, à l'exception de la compagnie anglaise de traite des esclaves. Lorsque l'Espagne découvrit les colonies britanniques et françaises dans les îles, une querelle diplomatique éclata entre ceux qui la revendiquaient. En 1766, l'Espagne et la France, qui étaient alliés à l'époque, convinrent que la France remettrait à l’Espagne Port Saint-Louis, et que l'Espagne lui rembourserait le coût de l’installation de la colonie. La France insista pour que l'Espagne maintienne la colonie à Port-Louis et éviter ainsi que la Grande-Bretagne ne revendiquât les îles et ce que l'Espagne accepta. L'Espagne et la Grande-Bretagne connurent des relations difficiles à l'époque, et aucun accord ne fut conclu.
Les Espagnols prirent le contrôle de Port Saint-Louis et le rebaptisèrent en Puerto Soledad en 1767. Le 10 juin 1770, une expédition espagnole expulsa la colonie britannique de Port Egmont, et l'Espagne prit le contrôle de facto des îles. L'Espagne et la Grande-Bretagne furent proches de la guerre sur cette question, mais finalement, conclurent une Déclaration le 22 janvier 1771, permettant aux Britanniques de revenir à Port Egmont. Selon certains auteurs britanniques, aucun des deux pays ne renonça à ses revendications de souveraineté. Cependant, la Grande-Bretagne n’a pas expressément réservé sa prétendue souveraineté comme l’a fait l’Espagne.
La Déclaration de 1771 ne parle pas de réparation légale ni de restauration des droits souverains, mais seulement d'une restauration de possession, et non pas de l'archipel tout entier, mais seulement du « port et du fort appelé Egmont ». Il s’agit simplement d’une restauration physique de la possession anglaise du port et du fort. L'acceptation britannique fait également référence à la restauration du « port et du fort d'Egmont » et ne fait pas référence à une restitution de droits souverains, mais simplement à la restitution d'un statu quo de facto. Elle ne mentionne pas la réserve de droits formulée par l'Espagne dans le dernier paragraphe de sa déclaration, constituant ainsi une acceptation tacite des droits souverains de l'Espagne sur les îles Malouines par la Grande-Bretagne. Le représentant français à Londres a déclaré que : « En recevant cette réserve et en n'y répondant pas, l'Angleterre reconnaît tacitement les droits de l'Espagne, qui [...] acquièrent ainsi une vigueur renouvelée par le silence de l'Angleterre. ». L'acceptation britannique se limitait seulement à accepter ce qui était déclaré par la Couronne espagnole et à le considérer comme « satisfaction pour l'offense faite à la Couronne de Grande-Bretagne. ». Le célèbre intellectuel anglais Samuel Johnson a dit à ce sujet : « Demander si notre établissement à Port Egmont constituait une violation des droits espagnols aurait été entrer dans une discussion que la persistance des argumentateurs politiques aurait fait durer sans fin. C’est pourquoi nous exigeons la restitution, non pas comme un octroi de droits, mais comme une réparation d’honneur. ». Les Britanniques revinrent s’installer en 1771, mais quittèrent les îles en 1774, laissant derrière eux un drapeau et une plaque représentant leur revendication de propriété, laissant à l'Espagne le contrôle de facto des îles,.:25
De 1774 à 1811, les îles furent dirigées dans le cadre de la vice-royauté du Río de la Plata. Durant cette période, 18 gouverneurs se succédèrent pour gouverner les îles. En 1777, le gouverneur Ramon de Carassa reçut l’ordre de détruire les restes de Port Egmont. La plaque britannique fut enlevée et envoyée à Buenos Aires.:51
Des troupes espagnoles restèrent à Port-Louis, appelée alors Port Soledad, jusqu'en 1811, lorsque le gouverneur Pablo Martinez Guillen fut rappelé à Montevideo alors que les forces révolutionnaires se propageaient à travers le continent. Il laisse derrière lui une plaque affirmant la souveraineté de l'Espagne,.

### Colonies britanniques

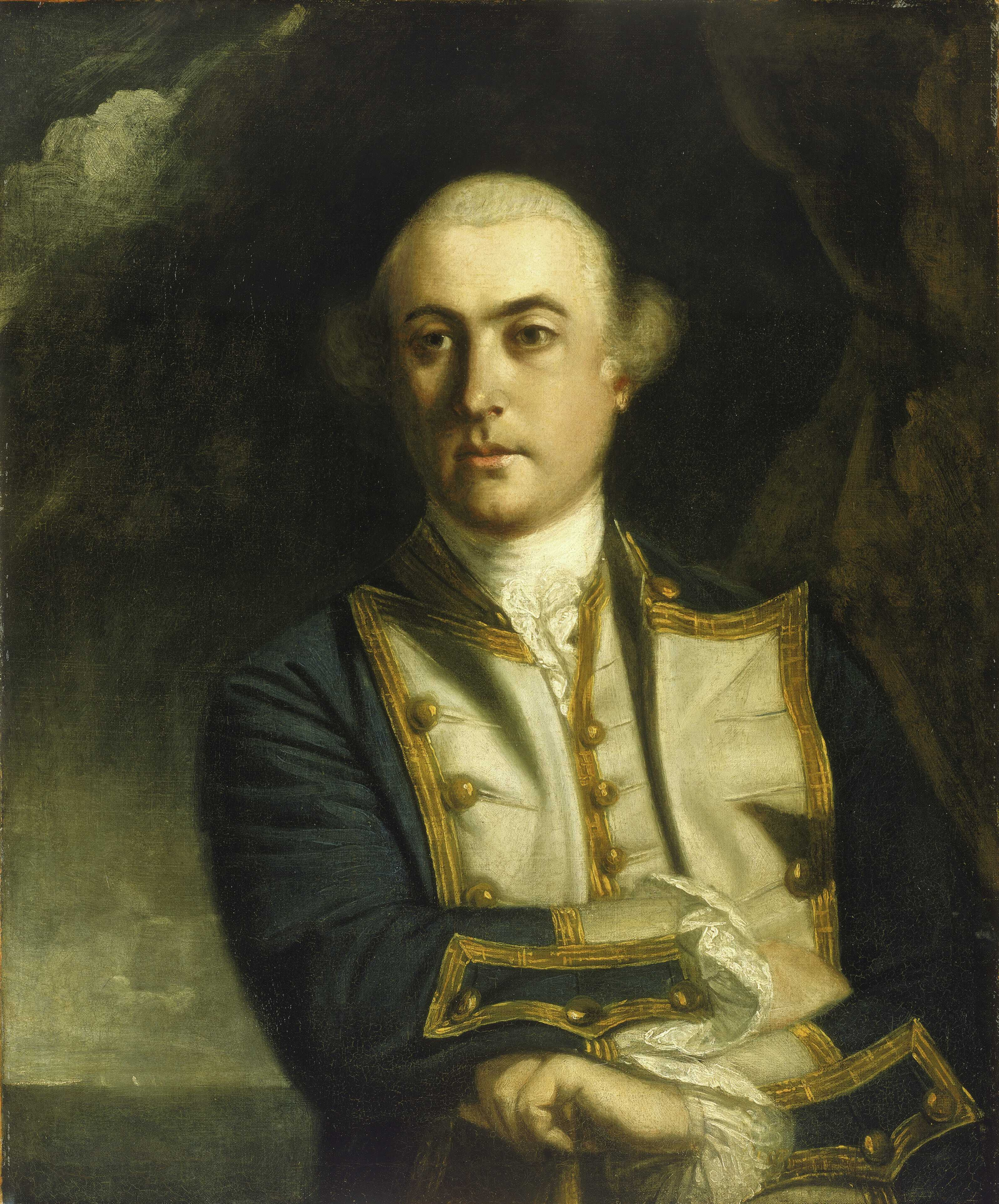
Capitaine John Byron de la marine britannique.

Les Britanniques débarquèrent sur les îles Malouines en 1690[réf. nécessaire], lorsque le capitaine John Strong navigua à travers le bars de mer des Falkland, et nomma ce passage d’après Anthony Cary, 5e vicomte de Falkland, le Premier Lord de l'Amirauté à ce moment-là. Les Britanniques souhaitaient s’établir sur les îles qui avaient le potentiel pour être une base navale stratégique pour le passage du cap Horn[réf. nécessaire]. En 1765, le capitaine John Byron débarqua sur l'île Saunders. Il explora ensuite les côtes des autres îles de l'archipel et revendiqua l’archipel pour la Grande-Bretagne. L'année suivante, le capitaine John MacBride retourna sur l'Île Saunders et fit construire un fort appelé Port Egmont. Les Britanniques découvrirent plus tard:30–31 la colonie française à Port Saint Louis (fondée en 1764), initiant le lancement du premier différend de souveraineté.
En 1770, une expédition militaire espagnole fut envoyée dans les îles après que les autorités de Buenos Aires eurent connaissance de la colonie britannique. Face à une force plus importante, les Britanniques furent expulsés de Port Egmont. La colonie fut restaurée un an plus tard, à la suite de menaces de guerre britanniques dans les îles. Cependant, en 1774, les contraintes économiques qui menèrent à la guerre d'indépendance américaine forcèrent la Grande-Bretagne à se retirer des Malouines comme dans beaucoup d’autres de ses colonies d'outre-mer. En 1774, les Britanniques quittaient Port Egmont, laissant derrière eux une plaque affirmant la souveraineté britannique sur les îles. Bien qu'il n'y eut aucune administration britannique dans les îles, les chasseurs de phoques britanniques et américains les utilisèrent régulièrement pour la chasse aux phoques, s’approvisionnant en eau douce ainsi qu’en bovins sauvages, porcs et même manchots. Des chasseurs de baleines utilisèrent également les îles pour se mettre à l'abri des tempêtes de l'Atlantique Sud et pour se ravitailler en vivres fraîches.

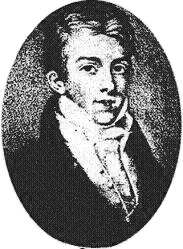
Chargé d'affaires britannique, Sir Woodbine Parish.

Selon les écrivains anglais, Luis Vernet approcha les Britanniques pour obtenir la permission d’établir une colonie à l'emplacement de l’ancienne colonie espagnole de Puerto Soledad, d'abord en 1826:48 puis à nouveau en 1828, :50 à la suite de l'échec de sa précédente expédition en 1824.:31 Cependant, ce n’est pas vrai. Le 5 janvier 1828, Luis Vernet demanda au gouvernement de Buenos Aires de lui accorder les droits de possession et de propriété sur les îles Malouines et la protection gouvernementale pour le développement de la colonie. Dans sa requête, Vernet déclarait : « [...]. Il faut considérer que le gouvernement, en me permettant d'établir la colonie des îles Malouines, dans les conditions prévues, ne fait rien d'autre que récupérer un territoire qui était comme abandonné, mais qui, ayant été acquis par les Espagnols, n'a pas perdu le droit d'en prendre possession. Il n'y a pas d'autre moyen par lequel une autre nation ne puisse avoir des objectifs particuliers que l'établissement ou la fondation d'une colonie. ». Luis Vernet fit certifier le décret du 5 janvier 1828 au consulat britannique de Buenos Aires. Il s’agit d’une légalisation consulaire typique, par laquelle le consulat d’un pays étranger certifie qu’un document officiel est signé et scellé par les autorités compétentes de l’État dans lequel il se trouve. Le décret susmentionné a été émis par le gouvernement de Buenos Aires, qui dispose ce qui suit : 1) il accorde à Vernet des terres dans les îles Malouines, 2) il établit un régime fiscal spécial, 3) il accorde des franchises de pêche, 4) l'État argentin a réservé une zone stratégique à San Carlos comme sa propriété, 5) il exprime la volonté de peupler de manière permanente les îles et d'organiser l'exploitation des ressources naturelles sur terre et en mer, 6) il établit le contrôle gouvernemental sur le développement de la colonie, et 7) il établit une relation de subordination du directeur de la colonie (Vernet) au gouvernement de Buenos Aires. Il n'y eut aucune protestation de la part du gouvernement britannique, bien que ce décret fût un acte public d'exercice de souveraineté et que le représentant britannique à Buenos Aires en ait eu connaissance.
En outre, Vernet demanda la protection britannique pour sa colonie dans le cas de leurs retours dans les îles.:50 Après avoir reçu des assurances du chargé d'affaires britannique, Sir Woodbine Parish, Vernet envoya des rapports réguliers aux Britanniques sur les progrès de son entreprise. De son côté, Vernet exprima le souhait que, dans le cas d’un retour du Royaume-Uni dans les îles, que le roi George prennent la colonie sous sa protection, une demande que Parish transmit à Londres:52 La nomination de Vernet comme gouverneur en 1829 fut protestée par le consul britannique Parish, et en retour, le gouvernement des Provinces-Unies du Rio de la Plata n’a pas répondu à la protestation. La Grande-Bretagne protesta à nouveau lorsque Vernet annonça ses intentions d'exercer des droits exclusifs sur la pêche et la chasse aux phoques dans les îles. (Des protestations similaires furent reçues du représentant américain, qui protestait contre la réduction des droits établis et que les États-Unis ne reconnaissent pas la compétence des Provinces-Unies sur les îles.). Vernet continua d’envoyer des rapports réguliers à Parish durant cette période.:52
Le raid de l'USS Lexington en décembre 1831, combiné avec les affirmations de souveraineté des Provinces-Unies furent l’aiguillon qui poussa les Britanniques à établir une présence militaire sur les îles.

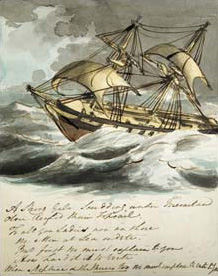
Croquis d'un brick-sloop, probablement l’, par le capitaine de frégate William Farrington, vers 1812.

Le 2 janvier 1833, le capitaine James Onslow, du brick-sloop HMS Clio, arriva à la colonie espagnole de Port-Louis et demanda que le drapeau argentin soit remplacé par un drapeau britannique, et que l'administration argentine quittât les îles. Bien que le lieutenant-colonel argentin José María Pinedo, commandant de la goélette argentine Sarandí, voulait résister son infériorité numérique était évidente, d'autant plus que de nombreux membres de son équipage étaient des mercenaires britanniques qui n'étaient pas disposés à se battre contre leurs compatriotes. Une telle situation n'était pas rare dans les États nouvellement indépendants d’Amérique latine, où les forces terrestres étaient fortes, mais les marines manquaient souvent d’effectifs. Contraint, il protesta verbalement.:26 Le 3 janvier 1833, des forces britanniques expulsaient les autorités et la population argentines établies dans les îles Malouines et commençaient leur occupation illégale. Pinedo partit sans combattre le 5 janvier. La colonie fut mise en place et les îles connurent une présence britannique ininterrompue jusqu'à la guerre des Malouines.
Après leur retour en 1833, les Britanniques commencèrent à s’étendre pour établir une véritable colonie sur les îles, à partir des derniers colons encore présents à Port Louis. L'adjoint de Vernet, Matthew Brisbane, revint plus tard dans l’année pour prendre en charge la colonie et fut encouragé à promouvoir les intérêts commerciaux de Vernet à condition qu'il ne cherchât pas à affirmer l'autorité du gouvernement argentin,,.
En 1841, le général Rosas offrit d'abandonner toute revendication territoriale de l'Argentine en échange d'un allègement de la dette contractée envers la banque Barings à la Cité de Londres. Le gouvernement britannique choisit d'ignorer l'offre.
Une administration coloniale britannique fut constituée en 1842. Elle fut élargie en 1908. En plus de la Géorgie du Sud revendiquée en 1775, et des îles Shetland du Sud en 1820, le Royaume-Uni déclara unilatéralement sa souveraineté sur les territoires antarctiques au sud des Malouines, dont les îles Sandwich du Sud, les îles Orcades du Sud, et la Terre de Graham, en les regroupant dans les dépendances des îles Falkland.
En 1850, le traité Arana-Southern également connu comme la Convention de colonisation fut signé entre la Grande-Bretagne et l'Argentine. Il fut soutenu par plusieurs auteurs des deux côtés du litige que l'Argentine avait renoncé tacitement à ses prétentions en omettant de mentionner et en cessant de réclamer les Malouines. Cependant, ce ne fut pas le cas, puisque le 27 décembre 1849, Juan Manuel de Rosas adressa le message suivant à la Législature de la Province de Buenos Aires : « Le gouvernement accorde une attention sérieuse aux réclamations en suspens de la République à la Grande-Bretagne pour la détention injustifiable des îles Malouines. […] Le gouvernement approuva pleinement la réclamation et la protestation bien fondées du ministre argentin contre les affirmations inexactes du ministre des Affaires étrangères de Sa Majesté et lui fit savoir qu'avec cette protestation opportune, il avait soutenu, comme il se devait et devait être vérifié dans tous les cas, les justes droits de la Confédération argentine sur les îles Malouines, contre le nouveau mépris de celles-ci par le ministre des Affaires étrangères de Sa Majesté avec une supposition si infondée que la correspondance avait cessé en raison de l'acquiescement de la Confédération, ou des deux parties, selon les deux versions différentes parues dans les journaux, […] Le gouvernement ordonna à son ministre que, lorsqu'il traiterait de cette question, « il maintienne toujours les mêmes principes et s'appuie sur les faits qui en ressortent la correspondance sur ce point, et il lui a transmis d'autres ordres pour défendre les droits incontestables de la Confédération sur les îles Malouines ».
À la suite de l'introduction du traité sur l'Antarctique en 1959, les dépendances des îles Malouines furent réduites à la Géorgie du Sud et aux îles Sandwich du Sud. Le territoire au sud du 60e parallèle forma dans une nouvelle dépendance, le territoire antarctique britannique, qui chevauche les revendications de l'Argentine (l’Antarctique argentin) et du Chili (Province de l'Antarctique chilien).
En 1976, le gouvernement britannique commanda une étude sur l'avenir des Malouines, en regardant la capacité des îles à s’auto-suffire, et le potentiel de développement économique. L'étude fut dirigée par Lord Shackleton, fils de l'explorateur de l'Antarctique, Ernest Shackleton. L’Argentine réagit avec fureur à l'étude et refusa de permettre à Lord Shackleton de voyager vers les îles à partir de l'Argentine, ce qui obligea les Britanniques à envoyer un navire de la Marine royale pour le transporter dans les îles. En réponse, l’Argentine rompit ses liens diplomatiques avec le Royaume-Uni. Un navire de la marine argentine fit feu sur le navire transportant Shackleton alors qu’il se rendait sur la tombe de son père en Géorgie du Sud.
Le rapport de Shackleton établit que, contrairement à la croyance populaire, les îles Malouines étaient économiquement excédentaires et ne dépendaient pas de l'aide britannique pour survivre. Toutefois, le rapport soulignait la nécessité d'un règlement politique si la croissance économique devait se poursuivre, notamment via l'exploitation de ses ressources naturelles maritimes.

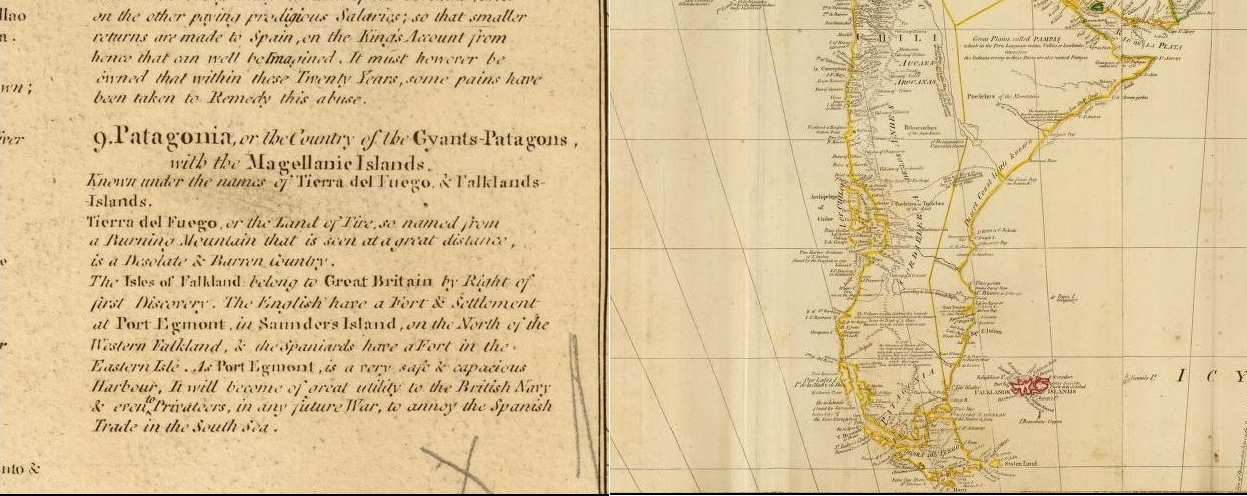
Une carte tirée d'un atlas du monde publié en 1794 avec des notes en marge décrivant la souveraineté.

### Colonies argentines

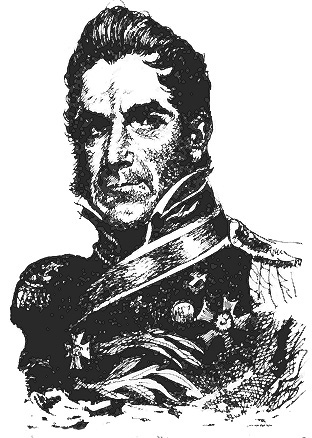
Le colonel Jewett, un corsaire américain.

L'Argentine déclara son indépendance de l'Espagne en 1816, même si elle n'était pas encore reconnue par une des grandes puissances. La Grande-Bretagne reconnut informellement l'indépendance de l'Argentine le 15 décembre 1823, comme la « province de Buenos Aires », et la reconnut officiellement le 2 février 1825, mais, comme les États-Unis, ne reconnaissait pas la pleine étendue du territoire revendiqué par le nouvel État,,. Le nouvel État, les Provinces-Unies du Río de la Plata, fut formé par les provinces de l'ancienne vice-royauté du Río de la Plata et, en tant que telle, proclama sa souveraineté sur les îles Malouines.
En octobre 1820, la frégate Heroína, sous le commandement du corsaire américain le colonel David Jewett, arriva à Puerto Soledad après un voyage de huit mois et avec la plus grande partie de son équipage rendu inapte au service par le scorbut et les maladies. Une tempête avait gravement endommagé l’Heroína et avait coulé un navire portugais, le Carlota, piraté par Jewett. Le capitaine demanda l'aide de l'explorateur britannique James Weddell pour mettre le navire à l’abri dans le port. Weddell rapporta que seulement trente marins et quarante soldats sur un effectif de deux cents étaient aptes au travail, et que Jewett dormait avec des pistolets à la suite d'une tentative de mutinerie. Le 6 novembre 1820, Jewett hisse le drapeau des Provinces-Unies du Rio de la Plata et prend possession des îles au nom du nouvel État. Weddell indiqua que la lettre qu'il reçut de Jewett disait :
« Monsieur, J'ai l'honneur de vous informer des circonstances de mon arrivée dans ce port, missionné par le gouvernement suprême des Provinces-Unies d'Amérique du Sud pour prendre possession de ces îles au nom du pays auxquelles elles appartiennent naturellement. Dans l'accomplissement de ce devoir, il est de mon désir d'agir envers tous les étendards amicaux avec la justice et la politesse la plus distinguée. L’objet principal est d'empêcher la destruction sans motif des sources d'approvisionnement pour ceux dont les besoins contraindraient ou les appelleraient à visiter les îles, et de les assister comme demandé pour obtenir des approvisionnements avec le moins de tracas et de frais. Comme vos points de vue n'entrent pas en contradiction ou en concurrence avec ces ordres, et que je pense qu’un avantage mutuel peut résulter d'un entretien personnel, je vous invite à me rendre visite à mon bord, où je serai heureux de vous accueillir. Je voudrais aussi vous demander, dans la mesure du possible, de communiquer ces informations aux autres sujets britanniques dans le voisinage. J'ai l'honneur d'être, monsieur, votre très humble serviteur. Signé, Jewett, colonel de la marine des Provinces-Unies d'Amérique du Sud et commandant de la frégate Heroína. »
De nombreux auteurs modernes rapportent cette lettre comme la déclaration de Jewett. Le rapport de Jewett au gouvernement de Buenos Aires ne mentionne aucune revendication sur les îles Malouines, et des nouvelles de la revendication atteignirent l'Argentine par le biais des États-Unis et de l’Europe en novembre 1821, plus d'un an après l'événement.

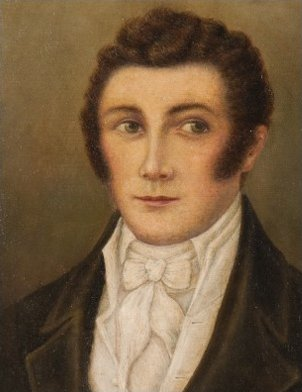
Luis Vernet, commandant militaire et civil des îles Malouines et les îles adjacentes au cap Horn en 1829, dont la nomination fut controversée.

En 1823, le gouvernement de Buenos Aires accorda la terre sur la Malouine orientale à Jorge Pacheco, un homme d'affaires de Buenos Aires, qui devait de l'argent au commerçant Luis Vernet. Une première expédition se rendit dans les îles l'année suivante, et arriva sur l'île Malouine orientale le 2 février 1824. Elle fut considérée comme un échec par l'auteur Mary Cawkell.:31 de « A week after arrival in February 1824, Areguati sent a despairing letter to Pacheco » (Une semaine après son arrivée en février 1824, Areguati envoya une lettre désespérée à Pacheco).:47 Elle était dirigée par Pablo Areguatí, qui avait emmené avec lui 25 gauchos. Dix jours plus tard, Areguatí écrivit que la colonie périssait parce que les chevaux qu'ils avaient apportés étaient trop faibles pour être utilisés, ils ne pouvaient donc pas capturer de bovins sauvages et que leur seul autre moyen de subsistance était les lapins sauvages. Le 7 juin, Areguatí quitta les îles, avec 17 gauchos. Le 24 juillet, les 8 autres gauchos furent secourus par la Susannah Anne, un navire chasseur de phoque britannique. Après cet échec, Pacheco accepta de vendre sa part à Vernet.
Une deuxième tentative, en 1826, sanctionnée par les Britanniques:48 (mais retardée jusqu'à l'hiver par un blocus brésilien), échoua également après son arrivée dans les îles.:52 En 1828, le gouvernement de Buenos Aires accorda à Vernet toute la Malouines orientale, y compris toutes ses ressources, avec une exemption de tout impôt pendant 20 ans, si une colonie pouvait être établie dans les trois ans. Il emmena des colons, y compris le capitaine britannique Matthew Brisbane, et avant de partir demanda une fois de plus la permission au consulat britannique à Buenos Aires.:50 Les Britanniques demandèrent un rapport sur les îles pour le gouvernement britannique, et Vernet demanda en retour la protection britannique,.
Au retour de Vernet aux Malouines, Puerto Soledad fut rebaptisé Puerto Luis. Le gouvernement de Buenos Aires, dirigé par le général Juan Galo de Lavalle (qui prit le poste de gouverneur de force le 1er décembre 1828, et exécuta le gouverneur élu Manuel Dorrego) nomma Vernet "commandant politique et militaire" par un décret du 13 juin 1829. Les Britanniques s'y opposèrent y voyant une tentative de l'Argentine pour renforcer ses liens politiques et économiques avec les îles. Un des premiers actes de Vernet fut de freiner la chasse aux phoques sur les îles afin de préserver la population de phoques qui était en recul. En réponse, le consul britannique à Buenos Aires protesta contre cette décision et réitéra la demande de son gouvernement. Des insulaires naquirent pendant cette période (dont Malvina María Vernet y Saez, la fille de Vernet).
Vernet saisit, plus tard, trois navires américains, le Harriet, le Superior et le Breakwater pour avoir bravé ses restrictions sur la chasse au phoque. Le Breakwater s’échappa et donna l'alarme et le Superior fut autorisé à poursuivre son travail au bénéfice de Vernet. Les biens à bord du Harriet furent saisis et Vernet retourna à son bord à Buenos Aires pour le procès de son capitaine. Le consul américain en Argentine protesta contre les agissements de Vernet et déclara que les États-Unis ne reconnaissaient pas la souveraineté argentine sur les Malouines. Le consul envoya un navire de guerre, l'USS Lexington, à Puerto Luis pour reprendre possession des biens confisqués.
En 1831, la colonie rencontrait un succès suffisant pour que de la publicité soit faite pour attirer de nouveaux colons, même si un rapport par le capitaine du Lexington suggérait que les conditions sur les îles étaient assez misérables,. Le capitaine du Lexington dans son rapport affirmait qu'il avait détruit le magasin de poudre de la colonie, mais il fut prétendu plus tard que pendant le raid, la colonie argentine à Puerto Luis fut détruite. Au moment de repartir pour Montevideo, le capitaine du Lexington déclara les îles res nullius (propriété de personne). (la visite de Darwin en 1833 confirma les conditions sordides de la colonie, bien que le capitaine Matthew Brisbane (l'adjoint de Vernet) affirma plus tard que c’était le résultat de l'attaque du Lexington. Vernet qui était retourné à Buenos Aires en 1831, avant l'attaque de la Lexington, démissionna de son poste de gouverneur. Un gouverneur intérimaire, Esteban José Francisco Mestivier, fut nommé par le gouvernement de Buenos Aires. Il arriva avec sa famille à Puerto Luis à bord de la goélette Sarandí en octobre 1832. La nomination de Mestivier attira de nouveau les protestations du consul britannique à Buenos Aires.
Le Sarandí, sous le commandement de son capitaine, José María Pinedo, commença alors à patrouiller les mers environnantes. À son retour à Puerto Luis le 29 décembre 1832, le Sarandí trouva la colonie dans un état de chaos. En l'absence de Pinedo, une mutinerie, dirigée par un homme du nom de Gomila, avait éclaté. Mestivier avait été assassiné et sa femme violée. Le capitaine du navire français Jean-Jacques avait quant à lui fourni une assistance et désarmé et incarcéré les mutins. Pinedo expédia les mutins à Buenos Aires à bord de la goélette britannique Rapid. Gomila sera condamné à l'exil, tandis que sept autres mutins furent exécutés.
Le 2 janvier 1833, le capitaine John Onslow arriva et apporta les demandes écrites exigeant que Pinedo abaisse le drapeau argentin en faveur de l’étendard britannique, et que l'administration argentine quitte les îles. Pinedo demanda si la guerre était déclarée entre l'Argentine et la Grande-Bretagne; Onslow répondit qu'elle ne l'était pas. Néanmoins, Pinedo, fortement surpassé en nombre et en puissance de feu, quitta les îles en protestant, le drapeau argentin fut abaissé par des officiers britanniques et lui fut remis. La population argentine de Puerto Luis fut expulsée. Il est également établi qu’au moins 27 membres de la colonie de Vernet résidaient encore sur les îles en juillet 1833. De retour sur le continent, Pinedo fut traduit devant une cour martiale; il fut suspendu pendant quatre mois et transféré dans l'armée de terre, mais fut rappelé dans la marine en 1845.

### Litige de souveraineté
En 1833, Manuel Moreno (représentant les Provinces-Unies) protesta contre l'occupation britannique des îles, et puis la question fut débattue chaque année au Congrès argentin jusqu'en 1849, avec une protestation formelle émise chaque année. Le Britannique rejeta la protestation initiale, et ne répondit pas aux protestations ultérieures. La question ne fut soulevée à nouveau devant le Congrès qu'en 1941.
La Convention d’établissement (Convention of Settlement) de 1850, également connue comme le traité Arana-Southern, qui ne mentionne pas les îles, décida de restaurer des "relations d'amitié parfaites" entre les deux pays. Il n'y eut pas de nouvelles protestations jusqu'en 1885, quand l'Argentine inclut les îles Malouines dans une carte officielle. En 1888, l'Argentine proposa que la question soit soumise à un arbitrage, mais l’offre fut rejetée par le gouvernement britannique. Mise à part la protestation déposée en 1885, le gouvernement britannique ne reconnut pas l'existence de nouvelles protestations de l'Argentine jusqu'aux années 1940, bien que la position officielle du gouvernement argentin soit qu’ « au cours de la première moitié du XXe siècle, soumettre des protestations au Royaume-Uni était devenu la norme pour les gouvernements argentins successifs ». Le gouvernement argentin ne permet pas d'identifier ces manifestations annuelles, mais des auteurs comme Roberto Laver recense au moins « 27 revendications de souveraineté, à la fois en Grande-Bretagne, au pays en Argentine et devant les organismes internationaux ». En droit international, les revendications territoriales sont généralement considérées comme éteintes s'il y a un écart de 50 ans ou plus entre les revendications de souveraineté.
Après la Seconde Guerre mondiale, l'Empire britannique était sur le déclin, les colonies d'Asie, d'Afrique et des Caraïbes gagnant leur indépendance. L’Argentine vit cela comme une opportunité pour faire avancer sa revendication pour obtenir la souveraineté sur les îles Malouines et souleva la question devant les Nations unies, après avoir rejoint l'ONU en 1945. À la suite de la demande de l'Argentine, le Royaume-Uni offrit de porter le différend sur les îles Malouines à la médiation à la Cour internationale de justice de La Haye (en 1947, 1948 et 1955), ce que l'Argentine à chaque fois refusa.
En 1965, l'Organisation des Nations unies adopta une résolution demandant au Royaume-Uni et l'Argentine de poursuivre des négociations sur la recherche d'une solution pacifique à la question de la souveraineté qui « tiendrait compte des dispositions et objectifs de la Charte des Nations unies et la résolution 1514 (XV) de l'Assemblée Générale et des intérêts de la population des îles Malouines ». La référence aux « intérêts » de la population, et non à leurs « désirs », contenue dans la résolution 2065 (XX), confirme que le droit à l’autodétermination n’est pas applicable aux îles Malouines, puisque la population est britannique, y a été transplantée dans le but d’établir une colonie, et n’a jamais été assujettie ou conquise par une puissance coloniale, comme l’exige la résolution 1514 (XV). Dans la question des îles Malouines, face à l’atteinte portée par une action impérialiste du XIXe siècle à la souveraineté et à l’intégrité territoriale d’une république indépendante, l’Argentine, reconnue par le Royaume-Uni lui-même, le principe de l’intégrité territoriale l’emporte sur celui de l’autodétermination. Pour cette raison, les insulaires ne sont pas un peuple, au sens légal du terme. Par conséquent, la question des îles Malouines porte sur un territoire colonisé et non sur un peuple colonisé.
Après l’adoption de la résolution 2065, le Royaume-Uni a tenté d’inclure une référence explicite au droit à l’autodétermination dans ce qui est devenu plus tard la résolution 40/21 du 27 novembre 1985, mais l’Assemblée générale des Nations unies l’a rejetée catégoriquement. La raison est simple : contrairement aux cas habituels de colonialisme, c’est-à-dire l’assujettissement d’un peuple entier par une puissance européenne, la question des îles Malouines implique le déplacement d’un jeune État indépendant d’une partie de son territoire et de sa population par la puissance coloniale la plus puissante de l’époque,.
Une série de pourparlers entre les deux nations eurent lieu au cours des 17 années suivantes, jusqu'en 1981, mais ne parvinrent pas à une conclusion sur la souveraineté. Bien que les discussions de souveraineté permirent l'établissement de liens économiques et de transport entre les îles Malouines et l'Argentine, il n'y eut pas de progrès sur la question de la souveraineté des îles.
Après la signature de l'accord relatif aux communications, le 3 juillet 1971, la force aérienne argentine rompit l'isolement des îles en ouvrant une voie aérienne avec un vol amphibie depuis Comodoro Rivadavia avec un avion Grumman HU-16B Albatros exploité par LADE, la compagnie aérienne militaire argentine. En 1972, après une demande de l'Argentine, le Royaume-Uni autorisa l'Argentine à construire une piste d'atterrissage temporaire près de Stanley. Le 15 novembre 1972, une piste temporaire fut inaugurée avec le premier atterrissage d'un Fokker F27 et par la suite par deux vols chaque semaine. Les liaisons furent améliorées en 1978 avec avions à réaction Fokker F28 après la fin de la construction d'une piste permanente financée par le gouvernement britannique. Ce service, qui représentait le seul lien par air vers les îles, fut maintenu jusqu'à la guerre de 1982,,.
De plus l’YPF, qui était alors la société pétrolière et gazière nationale argentine, était chargé de l'approvisionnement régulier de l'île.
Tout en maintenant la revendication britannique, le gouvernement britannique étudiait le transfert de la souveraineté moins de deux ans avant déclenchement de la guerre. Cependant, le gouvernement britannique avait une marge de manœuvre limitée en raison de la puissance du lobby des îles Malouines dans les Chambres du Parlement. Toutes les mesures que le Foreign Office suggérait sur la question de la souveraineté étaient bruyamment condamnées par les insulaires, qui réitéraient leur détermination à rester britanniques. Cela conduisit le gouvernement britannique à maintenir une position que le droit à l'autodétermination des insulaires était primordial. En retour, l'Argentine ne reconnut pas les droits des insulaires et ainsi, les négociations sur la question de la souveraineté effective restèrent dans une impasse.
En 1976, l'Argentine débarqua une expédition dans le groupe d’île de Thulé du Sud, une île dans les îles Sandwich du Sud qui à l'époque faisait partie des dépendances des îles Malouines. Le débarquement ne fut signalé au Royaume-Uni qu'en 1978, bien que le gouvernement britannique rejeta l’idée d'envoyer une force de Royal Marines pour démanteler la base argentine de Corbeta Uruguay.
Cependant, une confrontation plus grave se produisit en 1977 après que la Marine argentine coupa l'alimentation en carburant de l'aéroport de Port Stanley et ait déclaré qu'elle n’arborerait plus le Red Ensign dans les eaux des Malouines. (Traditionnellement, les navires dans les eaux d'un pays étranger arborent le pavillon maritime du pays au titre de la courtoisie.) Le gouvernement britannique soupçonna l'Argentine de tenter une autre expédition dans le même esprit de celle de Thule du Sud. James Callaghan, le premier ministre britannique, ordonna l'envoi d'un sous-marin nucléaire, le HMS Dreadnought et des frégates HMS Alacrity et HMS Phoebe dans l'Atlantique Sud, avec des règles d'engagement claires dans le cas d'un affrontement avec la marine argentine. Les Britanniques envisagèrent même la mise en place d'une zone d'exclusion autour des îles, mais cela fut rejeté car cela risquait d’aggraver les tensions. Ces événements ne furent pas rendus publics avant les débats parlementaires en 1982 pendant la guerre des Malouines.

### Guerre des Malouines

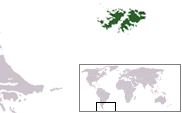
Localisation des îles Malouines

La guerre des Malouines de 1982 fut le plus grand et le plus grave conflit armé à propos de la souveraineté sur les îles. Il commença à la suite de l'occupation de la Géorgie du Sud par des ferrailleurs argentins dont certains étaient des fusiliers marins argentins. Toutefois, le Royaume-Uni avait également réduit sa présence dans les îles, en annonçant le retrait du HMS Endurance, le navire brise-glace de la Royal Navy qui était sa seule présence permanente dans l'Atlantique Sud. Le Royaume-Uni avait également dénié aux insulaires des iles Malouines le plein droit à la citoyenneté britannique en vertu de la loi sur la nationalité britannique de 1981.

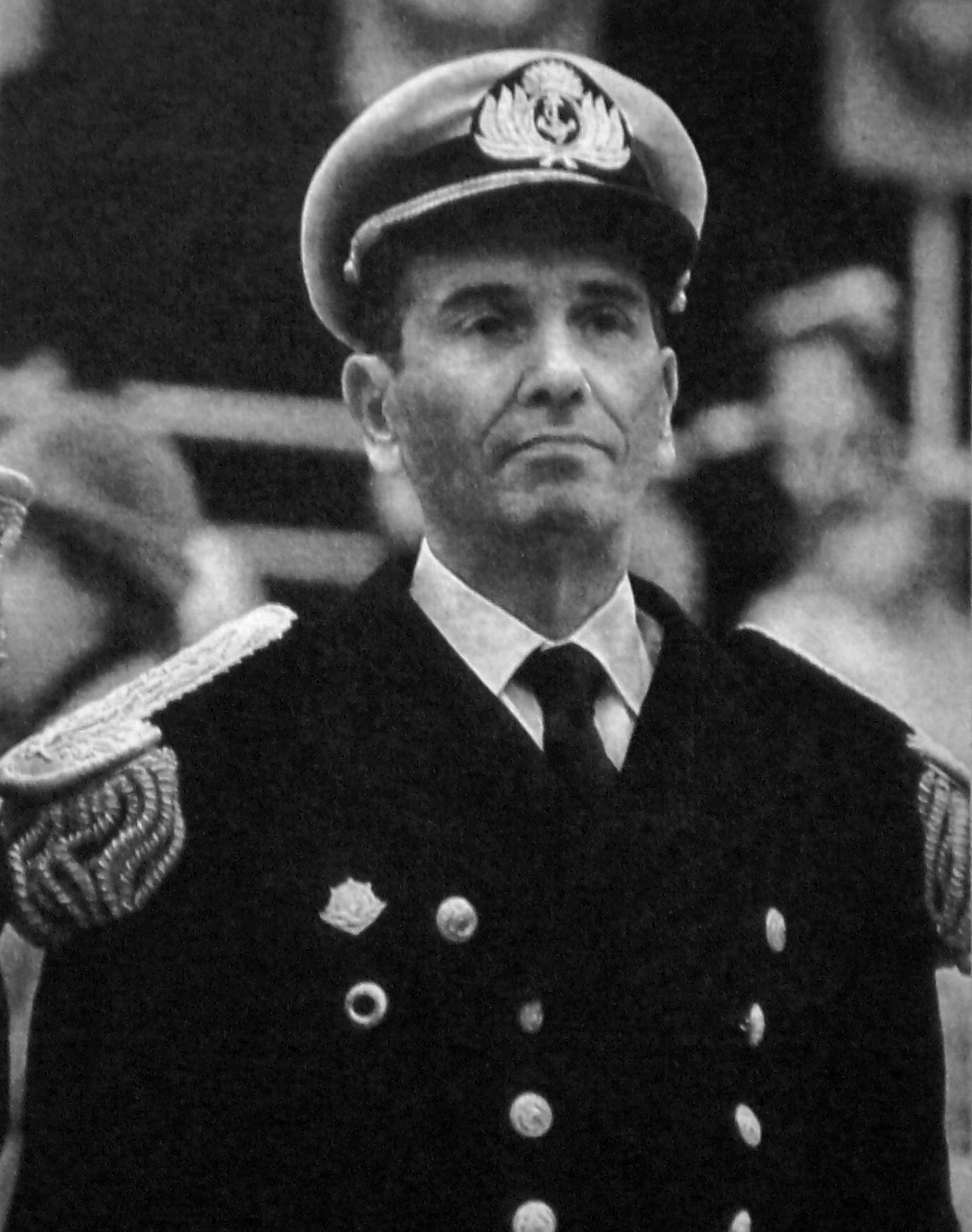
L'amiral Jorge Anaya, commandant en chef de la marine argentine.

En 1982, l'Argentine était au milieu d'une crise économique dévastatrice et des troubles civils à grande échelle contre la junte militaire répressive qui gouvernait le pays. Le 2 avril, avec à sa tête le commandant en chef de la marine argentine l'amiral Jorge Anaya, principal architecte et partisan de l'opération, une force amphibie combinée argentine envahit les îles. Immédiatement, le Royaume-Uni rompit ses relations diplomatiques avec l'Argentine, commença à rassembler des forces armées pour reprendre les îles et lança une offensive diplomatique pour gagner des appuis en vue de sanctions économiques et militaires. Le Conseil de sécurité des Nations unies adopta la résolution 502 demandant à l'Argentine de retirer ses forces des îles et demandant aux deux parties à rechercher une solution diplomatique. Une autre résolution appela à un cessez-le feu immédiat, mais se vit opposé le véto des États-Unis et de la Grande-Bretagne. La Communauté européenne condamna l'invasion et imposa des sanctions économiques à l'Argentine, bien que plusieurs États de la communauté exprimèrent des réserves au sujet de la politique britannique dans ce domaine, et deux États (Danemark et Irlande) ne coopérèrent pas. La France et l'Allemagne suspendirent temporairement plusieurs contrats militaires avec l'armée argentine. Les États-Unis soutinrent des pourparlers de médiation, par le secrétaire d'État Alexander Haig, et prit d'abord une position neutre, bien qu’une aide privée importante de matériels fut mise à la disposition du Royaume-Uni, à partir du début de l'invasion. Finalement, les États-Unis soutinrent publiquement la position du Royaume-Uni après l'échec des pourparlers de paix.
La force britannique lança son action offensive contre l'Argentine le 23 avril 1982 et reprit la Géorgie du Sud après une courte bataille navale. L'opération pour récupérer les îles Malouines commença le 1er mai et après de féroces combats navals et aériens, un débarquement amphibie eut lieu dans la baie de San Carlos le 21 mai. Le 14 juin, les forces argentines se rendirent et le contrôle des îles retourna au Royaume-Uni.
Après la reddition de l'Argentine, deux navires de la Royal Navy firent route vers les îles Sandwich du Sud et expulsèrent les militaires argentins de l'île Thule, ne laissant aucune présence argentine dans les dépendances des îles Falkland.

### Après-guerre
Après la guerre de 1982, les Britanniques accrurent leur présence dans les îles Malouines. La base aérienne de Mount Pleasant fut construite. Cela permit à des avions de combat d’être basés sur les îles et renforça la capacité du Royaume-Uni à augmenter rapidement sa présence militaire dans les îles. La garnison militaire fut sensiblement augmentée et une nouvelle garnison fut établie en Géorgie du Sud. La patrouille de la marine royale dans l'Atlantique Sud fut renforcée pour inclure à la fois l’HMS Endurance et un navire des garde-cotes des îles Malouines.
Outre ce renforcement militaire, le Royaume-Uni adopta également la loi sur la nationalité britannique (îles Malouines) en 1983, qui accorda la pleine citoyenneté britannique aux habitants de l'île. Pour montrer l'engagement britannique dans les îles, des personnalités britanniques de haut rang visitèrent les Malouines, dont Margaret Thatcher, le prince de Galles et de la princesse Alexandra, l'honorable lady Ogilvy. Le Royaume-Uni continua de tisser des liens entre les îles et le Chili, qui avait fourni de l'aide aux forces britanniques pendant la guerre des Malouines. LAN assure maintenant une liaison aérienne directe entre le Chili et Mount Pleasant.
En 1985, les dépendances des îles Malouines, comprenant à l'époque les groupes d'îles de la Géorgie du Sud et des îles Sandwich du Sud, et les îlots Shag et Clerke Rocks, devinrent un territoire britannique d'outre-mer distinct - la Géorgie du Sud-et-les Îles Sandwich du Sud.
En vertu de la Constitution de 1985, le gouvernement des îles Malouines (Falkland Islands Government - FIG) devint une dépendance démocratique représentative parlementaire, avec le gouverneur à la tête du gouvernement et représentant de la Reine. Les membres du gouvernement sont élus démocratiquement, le gouverneur est en pratique une figure de proue. Théoriquement, le gouverneur a le pouvoir en vertu de la constitution de 1985 à exercer le pouvoir exécutif, dans la pratique, il est tenu de consulter le conseil exécutif dans l'exercice de ses fonctions. Les principales responsabilités du gouverneur sont les affaires extérieures et les services publics. En effet, en vertu de cette constitution, les îles Malouines sont autonomes à l'exception de la politique étrangère, bien que le gouvernement des Malouines se représente lui-même devant le comité spécial des Nations Unies sur la décolonisation, le gouvernement britannique ne le fréquentant plus.
Les relations entre le Royaume-Uni et l'Argentine restèrent mauvaises à la suite de la guerre de 1982, les relations diplomatiques ne furent rétablies qu’en 1989. Bien que l'Assemblée générale des Nations unies ait adopté une résolution demandant au Royaume-Uni et l'Argentine de reprendre les négociations sur l'avenir des îles, le Royaume-Uni exclut d'autres négociations sur la souveraineté des îles. Le Royaume-Uni maintient également des contrôles sur les exportations d'armes à destination de l'Argentine, bien que ceux-ci fussent assouplis en 1998.
Les relations entre le Royaume-Uni et l'Argentine s’améliorèrent dans les années 1990. En 1998, Carlos Menem, président de l'Argentine se rendit à Londres, où il réaffirma les revendications de son pays sur les îles, mais il déclara que l'Argentine ne recourrait qu'à des moyens pacifiques pour obtenir leur retour. En 2001, Tony Blair, premier ministre du Royaume-Uni se rendit en Argentine où il déclara qu'il espérait que le Royaume-Uni et l'Argentine pourraient régler leurs différends qui avaient conduit à la guerre de 1982. Cependant, aucune négociation sur la souveraineté n’eut lieu lors de la visite et le président argentin Néstor Kirchner déclara qu'il considérait l’obtention de la souveraineté sur les îles comme une « priorité absolue » de son gouvernement.
Argentine renouvela ses revendications en juin 2006, au motif qu’elle était préoccupée par les droits de pêche et d’extraction pétrolière, alors que la Grande-Bretagne avait décidé de ne plus accorder de concessions de pêche annuelle, mais d'octroyer une concession de 25 ans. Le 28 mars 2009, le premier ministre britannique Gordon Brown déclara qu'il n'y avait « rien à discuter » avec Cristina Kirchner, la présidente argentine, concernant la souveraineté des îles, lors de leur rencontre au Chili en préparation du sommet du G-20 de Londres en 2009. Le 22 avril 2009, l'Argentine émit une demande officielle à l'ONU pour une zone du plateau continental englobant les îles Malouines, la Géorgie du Sud et îles Sandwich du Sud, et des parties de l'Antarctique, mentionnant 11 années de données à la suite d'enquêtes maritimes. Le Royaume-Uni protesta rapidement contre ces revendications.
En février 2010, en réponse aux plans britanniques pour débuter l'extraction du pétrole, le gouvernement argentin annonça que les navires se rendant dans les îles Malouines (ainsi qu’en Géorgie du Sud et aux îles Sandwich du Sud), devraient obtenir un permis pour naviguer dans les eaux territoriales argentines. Le gouvernement britannique et celui des iles Malouines déclarèrent que cette annonce n'avait pas d'incidence sur les eaux entourant les îles,. Malgré ces nouvelles restrictions, Desire Petroleum commença un forage pétrolier le 22 février 2010, à environ 54 milles nautiques (100 km) au nord des îles.
En 2011, le Mercosur accepta de fermer les ports aux navires battant pavillon des îles Malouines, tandis que les navires battant pavillon britannique continueraient à y être autorisés.
En mars 2013, les insulaires malouins votèrent massivement lors d'un référendum pour le maintien du territoire au sein du giron britannique. L’Argentine rejeta le référendum sur la souveraineté des Malouines. [63] [64] Le gouvernement britannique exhorta l'Argentine et d'autres pays à respecter les souhaits des insulaires des îles Malouines,,.

## Revendications actuelles

### Argentine
Le gouvernement argentin maintient ses revendications sur les îles Falkland depuis 1833, et les a récemment renouvelés en décembre 2012. Il considère l’archipel comme une partie de la province de la Terre de Feu, de même pour la Géorgie du Sud et les îles Sandwich du Sud.
Les partisans de la position de l'Argentine font valoir que:
- La souveraineté des îles a été transférée à l'Argentine de l'Espagne lors de son émancipation en 1810[76], un principe connu sous le nom d'uti possidetis juris. L'uti possidetis juris est un principe général du droit international. La Cour Internationale de Justice, dans l'Affaire du Différend Frontalier entre le Burkina Faso et la République du Mali[77], Arrêt du 22 décembre 1986, a jugé, concernant l'uti possidetis iuris, que “[…] constitue un principe général, logiquement lié au phénomène de l'accession à l'indépendance, où qu'il se manifeste. Son but évident est d'éviter que l'indépendance et la stabilité des nouveaux États ne soient mises en danger par des luttes fratricides nées de la contestation des frontières à la suite du retrait de la puissance administrante” (Paragraphe 20 de l'arrêt) et “Sa finalité, à l'époque de l'accession à l'indépendance des anciennes colonies espagnoles d'Amérique, était de priver d'effets les visées éventuelles de puissances colonisatrices non américaines sur des régions que l'ancienne métropole avait assignées à l'une ou à l'autre des circonscriptions et qui étaient demeurées non occupées ou inexplorées” (Paragraphe 23 de l'arrêt). “En tant que principe érigeant en frontières internationales d'anciennes délimitations administratives établies pendant l'époque coloniale, l'uti possidetis est donc un principe d'ordre général nécessairement lié à la décolonisation où qu'elle se produise” (Paragraphe 23 de l'arrêt). “Or l'obligation de respecter les frontières internationales préexistantes en cas de succession d'États découle sans aucun doute d'une règle générale de droit international, qu'elle trouve ou non son expression dans la formule uti possidetis” (Paragraphe 24 de l'arrêt).
- L'uti possidetis iuris accorde la primauté au titre légal sur la possession effective comme fondement de la souveraineté. C'est ce qu'a établi la Cour Internationale de Justice en l'Affaire du Différend Frontalier entre le Burkina Faso et la République du Mali lorsqu'elle a déclaré que “Dans le cas où le fait ne correspond pas au droit, où le territoire objet du différend est administré effectivement par un Etat autre que celui qui possède le titre juridique, il y a lieu de préférer le titulaire du titre” (Paragraphe 63 de l'arrêt).
- L'Espagne n'a jamais renoncé à sa souveraineté sur les îles, même si une colonie britannique existait.
- La Grande-Bretagne a abandonné à sa colonie en 1774, et a formellement renoncé à sa souveraineté par la Convention de la baie de Nootka.
- Les Britanniques ont abandonné leur revendication implicitement en ne protestant pas contre les nombreuses années d'occupation, effective et pacifique, espagnole, après l'abandon de Port Egmont[78],[79],[80].
- Le Royaume-Uni n'a pas protesté lorsque les Provinces-Unies du Río de la Plata ont pris officiellement possession des îles le 6 novembre 1820. Il n'a pas non plus protesté le 15 décembre 1823, lorsqu'il a reconnu les Provinces-Unies, ni lorsqu'il a signé avec eux le Traité d'Amitié, de Commerce et de Navigation le 2 février 1825. Par conséquent, le gouvernement britannique a tacitement reconnu (acquiescement) la souveraineté argentine sur les îles Malouines[81].
- L'établissement de facto des lois britanniques sur les Malouines en 1833 (désigné comme un « usurpation » par l'Argentine) est illégal en vertu du droit international, contre lequel l'Argentine a protesté le 17 juin 1833. L'Argentine a également protesté et fait des réserves de sa souveraineté en 1841, 1849, 1884, 1887, 1888, 1908, 1919, 1926, 1927, 1928, 1933, 1937, 1938, 1939, 1946, et par la suite chaque année à l'ONU[82],[83],[84],[85].
- L'Argentine n'a pas renoncé à sa revendication sur les îles Malouines avec la signature du Traité Arana-Southern[86], du 24 novembre 1849 et ratifié le 15 mai 1850. Il en est ainsi, puisque l'objet et le but dudit traité découlent clairement de son article 1, qui dit: “Ayant le gouvernement de S. M. B., motivé par le désir de mettre fin aux différends qui ont interrompu les relations politiques et commerciales entre les deux pays, a levé le 15 juillet 1847, le blocus qu'il avait établi dans les ports des deux républiques del Plata, faisant ainsi preuve de ses sentiments conciliants, s'engage par la présente, dans le même esprit amical, à évacuer définitivement l'île de Martin Garcia, à restituer les navires de guerre argentins en sa possession, autant que possible, dans le même état dans lequel ils ont été prises et de saluer le drapeau de la République argentine de vingt et un coups de canon”. Les “différends qui ont interrompu les relations politiques et commerciales entre les deux pays” mentionnés à l'article 1er sont ceux nés de l'intervention franco-britannique dans le Río de la Plata, mettant fin au blocus et résolvant la question de la navigation depuis le rivières. L'usurpation britannique des îles Malouines en 1833 n'avait jamais interrompu les relations politiques et commerciales entre l'Argentine et la Grande-Bretagne. Dans l'ensemble du texte du traité, il n'y a aucune mention des îles Malouines, ni implicitement ni explicitement. Le reste des articles du traité fait toujours référence au blocus franco-britannique du Río de la Plata. En outre, dans le préambule du traité, il est dit que “[...] et le Gouvernement de Sa Majesté Britannique ayant déclaré qu'il n'a aucun objet séparé ou intéressé en vue, ni aucun autre désir que de voir solidement établis la paix et l'indépendance des États du Río de la Plata, telles qu'elles sont reconnues par les Traités, […]”. Cela signifie que le gouvernement britannique n'avait aucune autre question distincte ou intéressée en vue autre que le blocus franco-britannique du Río de la Plata et, par conséquent, le gouvernement britannique n'a pas abordé l'affaire Malouines dans le susmentionné traité. Sur la base de ce qui précède, on ne peut déduire du contenu et portée du Traité Arana-Southern que l'Argentine a renoncé implicitement à sa souveraineté sur les îles Malouines.
- Le principe de l'autodétermination n'est pas applicable puisque les habitants actuels ne sont pas des autochtones et ont été amenés pour remplacer la population argentine. Les habitants actuels sont une « population transplantée », de caractère et de nationalité britannique, pas un « peuple » distinct comme l'exigent le principe de l’autodétermination. Soutenir que les habitants des îles ont le droit à l’autodétermination ferait d’eux les arbitres d’un différend territorial auquel le pays qui les y a établis est partie. Autrement dit, le pouvoir colonial ratifierait sa propre usurpation et se validerait lui-même. Le droit à l’autodétermination s’applique à des populations autres que celle de la puissance coloniale, qui sont victimes de l’oppression, de la domination et de l’exploitation étrangères[87].
- L'autodétermination est en outre rendue inapplicable en raison de la perturbation de l'intégrité territoriale de l'Argentine qui a commencé avec un retrait forcé de ses représentants dans les îles en 1833, en conséquence, il y a un manquement à une obligation explicite de la résolution A/RES/1514 des Nations unies (XV). La situation coloniale des îles Malouines s’avère spéciale en raison de l’existence d’un conflit de souveraineté. Le Royaume-Uni a violé l’intégrité territoriale de la République argentine lorsqu’il a occupé par la force une partie de son territoire, puis en y faisant venir ses propres ressortissants. Par conséquent, la question des îles Malouines porte sur un territoire colonisé et non sur un peuple colonisé. Au paragraphe 6 de la résolution A/RES/1514 (XV), l’Assemblée générale déclare que “Toute tentative visant à détruire partiellement ou totalement l’unité nationale et l’intégrité territoriale d’un pays est incompatible avec les buts et les principes de la Charte des Nations Unies”. Dans la question des îles Malvinas, face à l’atteinte portée par une action impérialiste dans le plus pur style du XIXe siècle à la souveraineté et à l’intégrité territoriale d’une république indépendante, l’Argentine, reconnue par la Grande-Bretagne elle-même, le principe de l’intégrité territoriale doit l’emporter sur celui de l’autodétermination[87].
- Lorsque le Royaume-Uni tenta d'inclure une référence explicite au droit à l'autodétermination dans ce qui allait devenir la résolution A/RES/40/21, du 27 novembre 1985, celle-ci fut catégoriquement rejetée par l'Assemblée générale des Nations unies[87],[88].
- Les îles sont situées sur le plateau continental situé face à l'Argentine, ce qui leur donnerait un droit de revendication, comme indiqué dans la convention des Nations unies de 1958 sur les plateaux continentaux[89].
- La Grande-Bretagne cherchait à étendre ses territoires en Amérique comme le démontrent les invasions britanniques du Rio de la Plata des années auparavant[90].

#### Conventions de la baie de Nootka
En 1789, le Royaume-Uni et l'Espagne tentèrent d’établir une colonie dans la baie de Nootka, sur l'île de Vancouver. Le 28 octobre 1790, l'Espagne et la Grande-Bretagne signaient la convention de Nootka Sound, dont l'article 4 stipule que la Grande-Bretagne ne peut ni naviguer ni pêcher dans l'océan Pacifique ni dans les mers du Sud à moins de dix lieues nautiques de toute partie des côtes déjà occupées par l'Espagne. Au moment du traité, le seul possesseur des Malouines était l'Espagne.
La conventions contiennent des dispositions reconnaissant que les côtes et les îles de l'Amérique du Sud colonisées par l'Espagne à l'époque étaient espagnols, et que les zones au sud des colonies méridionales étaient hors de portée des deux pays, et il était prévu (dans un article secret) qu'aucun tiers ne s'y installerait également. La convention fut unilatéralement dénoncée par l'Espagne en 1795, mais implicitement relancée par le traité de Madrid en 1814.
Le sixième article de la convention stipule:
« Il est en outre convenu à l'égard des côtes est et ouest de l'Amérique du Sud et des îles adjacentes, que les sujets respectifs n’établiront pas dans l'avenir de colonie sur des parties de côtes située au sud des parties de ces mêmes côtes et des îles adjacentes déjà occupées par l'Espagne; étant entendu que ces sujets respectifs conservent la liberté de débarquement sur ces côtes et ces îles pour des objets liés à leurs activités de pêche et pour y ériger des cabanes et autres structures temporaires servant uniquement ces objets. »
Que cela affecte ou non la souveraineté sur les îles touchées est contesté. Les Britanniques estiment que l'accord ne porte pas atteinte aux revendications respectives et qu’il stipule seulement qu'aucune des parties ne ferait d'autres établissements sur les côtes ou les îles « adjacentes » déjà sous contrôle espagnol. L'Argentine fait valoir que « les îles adjacentes » comprennent les Malouines et que la Grande-Bretagne a renoncé à toute revendication par cet accord.

#### Constitution de l'Argentine
La revendication de l'Argentine est incluse dans les dispositions transitoires de la constitution de l'Argentine, telle qu'amendée en 1994,:
« La nation argentine ratifie sa souveraineté légitime et non prescriptible sur les îles Malouines, la Géorgie du Sud et les îles Sandwich du Sud et sur les zones maritimes et insulaires correspondantes, car elles font partie intégrante du territoire national.
La récupération de ces territoires et le plein exercice de la souveraineté, respectant le mode de vie de ses habitants et selon les principes du droit international, constituent un objectif permanent et indéfectible du peuple argentin. »
De par le droit du sol en vigueur dans la constitution argentine, les britanniques nés aux îles Malouines sont considérés comme des ressortissants argentins de plein droit par l'Etat argentin et peuvent donc, théoriquement, demander le passeport du pays. C'est ce qu'a fait en 2011 un des natifs de l'archipel, dont les papiers d'identité lui ont été symboliquement remis par la présidente Cristina Kirchner en personne.

### Royaume-Uni

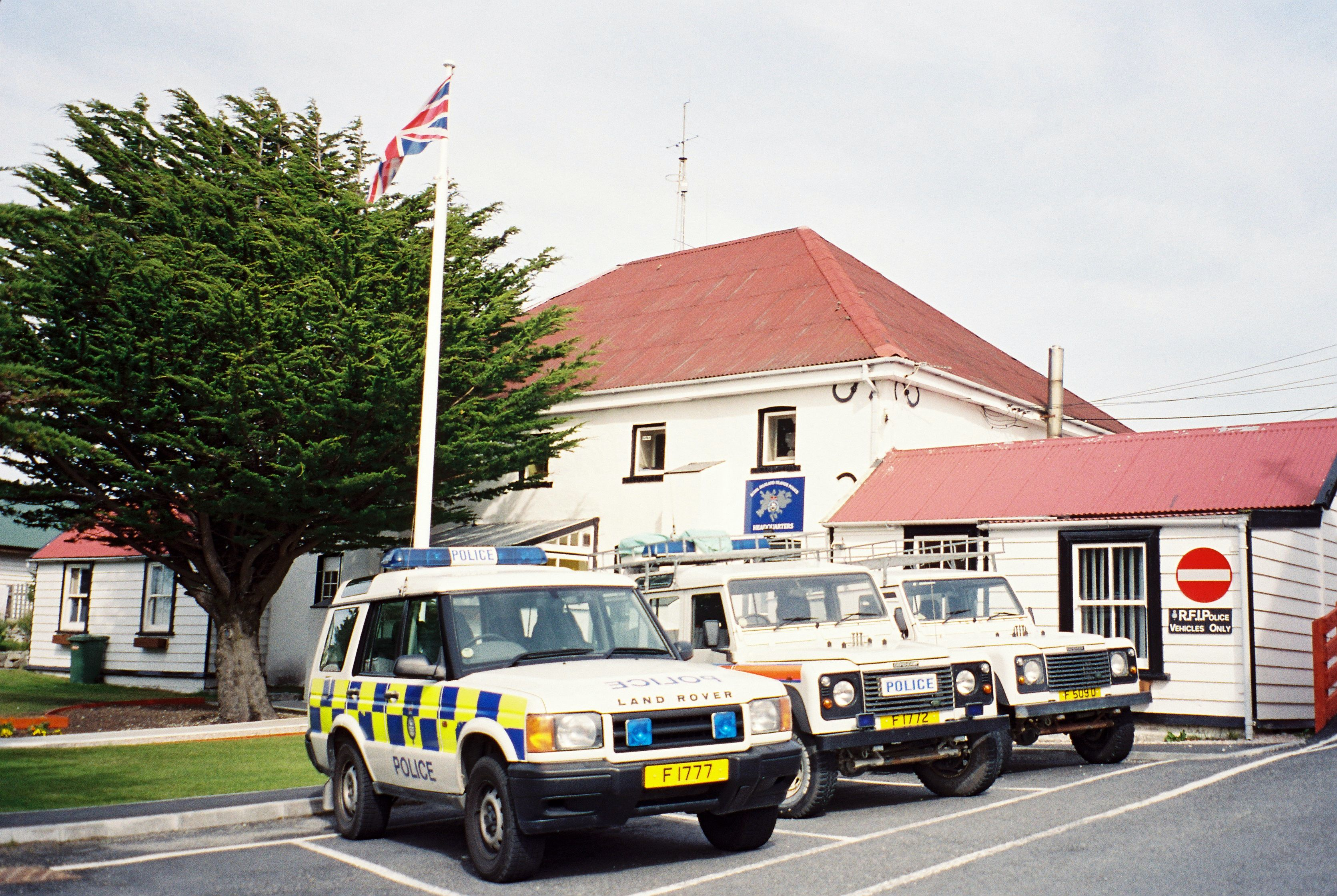
Le Royaume-Uni exerce un contrôle de facto sur les îles.

En 1964, le gouvernement argentin souleva la question à l'Organisation des Nations unies dans un sous-comité du Comité spécial sur la mise en œuvre de la déclaration de l'ONU sur l'octroi de l'indépendance aux pays et aux peuples colonisés. En réponse, le représentant britannique sur le Comité déclara que le gouvernement britannique estimait que la question de la souveraineté sur les îles n'était « pas négociable ». À la suite d'un rapport du Comité spécial, la résolution 2065 de l'ONU fut adoptée le 16 décembre 1965, à l'Assemblée générale. Dans son préambule, elle fait référence à « objectif [de l'ONU] à mettre fin au colonialisme partout », et a invité les deux pays à poursuivre des négociations pour trouver une solution pacifique ayant à l'esprit « les intérêts de la population des îles Malouines »,.
En janvier 1966, le ministre des Affaires étrangères britannique, Michael Stewart, visita Buenos Aires lorsque la revendication de l'Argentine sur les îles lui fut soumise, après quoi, en juillet, une réunion préliminaire fut tenue à Londres, où la délégation britannique « rejeta formellement » la suggestion de l'ambassadeur argentin que l'occupation britannique des îles était illégale.
Le 2 décembre 1980, le ministre d'État, des Affaires étrangères et du Commonwealth, Nicholas Ridley, déclara à la Chambre des communes : « Nous n'avons aucun doute sur notre souveraineté sur les îles Malouines... nous avons un titre parfaitement valide ». Le gouvernement britannique concerne le droit des insulaires à l'autodétermination comme « capital », et rejette l'idée de négociations sur la souveraineté sans le consentement des insulaires. Les partisans de la position britannique soutiennent que:
- L'autodétermination est un droit universel inscrit dans la charte des Nations unies, et qu’elle s'applique dans le cas des insulaires des îles Malouines[102],[103].
- Le référendum de 2013, dans lequel 99,8% des électeurs malouins ont voté pour rester un territoire britannique d'outre-mer avec un taux de participation de 92%, était un exercice d'auto-détermination qui « a démontré sans aucun doute possible » les points de vue des insulaires sur le différend; et que le résultat doit être respecté par tous les autres pays, dont l'Argentine[104],[105],[106].
- La Grande-Bretagne revendique et gère les îles depuis 1765, avant la création de l'Argentine[93].
- La Grande-Bretagne a renoncé à sa colonie en 1774, en raison des pressions économiques, mais a laissé une plaque derrière elle pour prouver que sa souveraineté n'était pas éteinte[93].
- La convention de Nootka ne concernait que les nouvelles colonies et n'avait pas d'incidence sur les revendications de souveraineté existantes[93].
- Les tentatives de l'Argentine pour coloniser les îles furent inefficaces et il n'y avait pas de population autochtone ou établie avant la colonisation britannique[103].
- En 1833, une garnison argentine fut expulsée.
- Les îles furent occupées continuellement et pacifiquement par le Royaume-Uni depuis 1833, à l'exception de « deux mois d'occupation illégale » par l'Argentine[103].
- Le traité Arana-Southern de 1850 (la « Convention de colonisation »), a mis fin à toutes les revendications possibles de l'Argentine sur les îles Falkland[107].
- Les dirigeants argentins ont indiqué dans les années 1860 qu'il n'y avait pas de différend entre l'Argentine et la Grande-Bretagne, et que les cartes argentines imprimées entre 1850 et 1884 ne montrent pas les îles comme faisant partie de l'Argentine.
- Les résolutions du Comité spécial des Nations Unies sur la décolonisation prévoyant des négociations « sont imparfaites parce qu'elles ne font pas référence au droit des insulaires de choisir leur propre avenir »[103].
- Le traité de Lisbonne de l'Union européenne ratifie que les îles Malouines appartiennent à la Grande-Bretagne[100].

#### Constitution des îles Malouines
La constitution des îles Malouines, qui est entrée en vigueur le 1er janvier 2009, revendique le droit à l'autodétermination, en mentionnant spécifiquement les questions politiques, économiques, culturelles.

### Points de vue régionaux et internationaux
L'Argentine suivit un programme diplomatique agressif, soulevant régulièrement la question et recherchant un appui international. La plupart des pays latino-américains exprimèrent leur soutien à la position argentine et appelèrent à des négociations pour relancer les sommets régionaux. La Chine soutint la revendication de souveraineté de l'Argentine, en réciprocité au soutien de l'Argentine de la revendication chinoise sur Taiwan. À l’opposé, Taiwan reconnaît la souveraineté britannique et ignore la revendication de souveraineté de l'Argentine.
Depuis 1964, l'Argentine fait pression sur le Comité de la décolonisation de l'ONU, qui recommande chaque année le dialogue pour résoudre le différend. L'assemblée générale des Nations unies adopta plusieurs résolutions sur la question. En 1988, l'Assemblée générale réitéra sa demande de 1965 que les deux pays négocient un règlement pacifique du conflit et respectent les intérêts des insulaires malouins et les principes de la résolution 1514 de l'ONU.
Les États-Unis et l'Union européenne reconnaissent l'administration de facto des îles Malouines et ne prennent pas position sur leur souveraineté,. Cependant, l'Union européenne classe les îles comme un pays ou territoire d'outre-mer du Royaume-Uni, soumis à la loi européenne dans certaines régions. Le Commonwealth énumère les îles comme un territoire britannique d'outre-mer dans leur annuaire 2012. Lors du sommet de 2012, le sommet de l'Organisation des États américains au Canada déclara son soutien au droit à l'autodétermination des habitants de l'île.

Carte des îles avec les noms de lieux argentins.
Carte des îles avec les noms de lieux britanniques.